# 2013년 세계 유도 선수권 대회
2013년 세계 유도 선수권 대회(포르투갈어: Campeonato Mundial de Judô de 2013)는 국제 유도 연맹(IJF) 주관으로 2013년 8월 26일부터 9월 1일까지 브라질 리우데자네이루에서 열린 세계 유도 선수권 대회이다.

## 메달 집계
| 순위 | 국가                   | 금메달 | 은메달 | 동메달 | 합계 |
| ---- | ---------------------- | ------ | ------ | ------ | ---- |
| 1    | 일본                   | 4      | 1      | 4      | 9    |
| 2    | 프랑스                 | 2      | 2      | 4      | 8    |
| 3    | 쿠바                   | 2      | 0      | 1      | 3    |
| 4    | 브라질                 | 1      | 4      | 2      | 7    |
| 5    | 조지아                 | 1      | 2      | 0      | 3    |
| 6    | 몽골                   | 1      | 1      | 0      | 2    |
| 7    | 아제르바이잔           | 1      | 0      | 1      | 2    |
| 8    | 콜롬비아               | 1      | 0      | 0      | 1    |
| 8    | 이스라엘               | 1      | 0      | 0      | 1    |
| 8    | 코소보                 | 1      | 0      | 0      | 1    |
| 8    | 조선민주주의인민공화국 | 1      | 0      | 0      | 1    |
| 12   | 네덜란드               | 0      | 2      | 3      | 5    |
| 13   | 독일                   | 0      | 1      | 5      | 6    |
| 14   | 러시아                 | 0      | 1      | 2      | 3    |
| 15   | 카자흐스탄             | 0      | 1      | 0      | 1    |
| 15   | 미국                   | 0      | 1      | 0      | 1    |
| 17   | 대한민국               | 0      | 0      | 3      | 3    |
| 18   | 벨기에                 | 0      | 0      | 2      | 2    |
| 19   | 체코                   | 0      | 0      | 1      | 1    |
| 19   | 그리스                 | 0      | 0      | 1      | 1    |
| 19   | 슬로베니아             | 0      | 0      | 1      | 1    |
| 19   | 튀니지                 | 0      | 0      | 1      | 1    |
| 19   | 우크라이나             | 0      | 0      | 1      | 1    |
| 합계 | 합계                   | 16     | 16     | 32     | 64   |

## 경기 결과

### 남자
| 체급                     | 금 | 은 | 동                                                                                                 |
| 엑스트라라이트급 (-60kg) | 다카토 나오히사 일본 | 다시다바깅 아마르투브신 몽골 | 김원진 대한민국                                                                                    |
| 엑스트라라이트급 (-60kg) | 다카토 나오히사 일본 | 다시다바깅 아마르투브신 몽골 | 오르한 새패로프 아제르바이잔                                                                       |
| 하프라이트급 (-66kg)     | 에비누마 마사시 일본 | 아자마트 무카노프 카자흐스탄 | 후쿠오카 마사아키 일본                                                                             |
| 하프라이트급 (-66kg)     | 에비누마 마사시 일본 | 아자마트 무카노프 카자흐스탄 | 헤오르히 잔타라야 우크라이나                                                                       |
| 라이트급 (-73kg)         | 오노 쇼헤이 일본 | 위고 르그랑 프랑스 | 디르크 판 티헐트 벨기에                                                                            |
| 라이트급 (-73kg)         | 오노 쇼헤이 일본 | 위고 르그랑 프랑스 | 덱스 엘몬트 네덜란드                                                                               |
| 하프미들급 (-81kg)       | 로이크 피에트리 프랑스 | 아프탄딜 치리키슈빌리 조지아 | 이반 보로비요프 러시아                                                                             |
| 하프미들급 (-81kg)       | 로이크 피에트리 프랑스 | 아프탄딜 치리키슈빌리 조지아 | 알랭 슈미트 프랑스                                                                                 |
| 미들급 (-90kg)           | 아슬레이 곤살레스 쿠바 | 바를람 리파르텔리아니 조지아 | 일리아스 일리아디스 그리스                                                                         |
| 미들급 (-90kg)           | 아슬레이 곤살레스 쿠바 | 바를람 리파르텔리아니 조지아 | 키릴 데니소프 러시아                                                                               |
| 하프헤비급 (-100kg)      | 엘한 맴매도프 아제르바이잔 | 헹크 흐롤 네덜란드 | 루카시 크르팔레크 체코                                                                             |
| 하프헤비급 (-100kg)      | 엘한 맴매도프 아제르바이잔 | 헹크 흐롤 네덜란드 | 디미트리 페터스 독일                                                                               |
| 헤비급 (+100kg)          | 테디 리네르 프랑스 | 하파에우 시우바 브라질 | 파이살 자발라 튀니지                                                                               |
| 헤비급 (+100kg)          | 테디 리네르 프랑스 | 하파에우 시우바 브라질 | 안드레아스 퇼처 독일                                                                               |
| 단체전                   | 조지아 라샤 샤브다투아슈빌리 아미란 파피나슈빌리 제베다 레흐비아슈빌리 아프탄딜 치리키슈빌리 바를람 리파르텔리아니 아담 오크루아슈빌리 누그자르 타탈라슈빌리 | 러시아 알림 가다노프 데니스 야르체프 무라트 코조코프 시라주딘 마고메도프 이반 니폰토프 키릴 데니소프 유리 파나센코프 알렉산드르 미하일린 레나트 사이도프 | 일본 후쿠오카 마사아키 오노 쇼헤이 나가시마 게이타 니시야마 마사시 시치노헤 류                     |
| 단체전                   | 조지아 라샤 샤브다투아슈빌리 아미란 파피나슈빌리 제베다 레흐비아슈빌리 아프탄딜 치리키슈빌리 바를람 리파르텔리아니 아담 오크루아슈빌리 누그자르 타탈라슈빌리 | 러시아 알림 가다노프 데니스 야르체프 무라트 코조코프 시라주딘 마고메도프 이반 니폰토프 키릴 데니소프 유리 파나센코프 알렉산드르 미하일린 레나트 사이도프 | 독일 제바스티안 자이들 토비아스 엥글마이어 이고르 반트케 스벤 마레슈 마르크 오덴탈 안드레아스 퇼처 |

### 여자
| 체급                     | 금                                                                           | 은 | 동 |
| 엑스트라라이트급 (-48kg) | 믕흐바팅 오랑체체그 몽골                                                     | 아사미 하루나 일본                                                                                                   | 샤를리너 판 스닉 벨기에 |
| 엑스트라라이트급 (-48kg) | 믕흐바팅 오랑체체그 몽골                                                     | 아사미 하루나 일본                                                                                                   | 사라 메네지스 브라질 |
| 하프라이트급 (-52kg)     | 마일린다 켈멘디 코소보                                                       | 이리카 미란다 브라질                                                                                                 | 마린 크레 독일 |
| 하프라이트급 (-52kg)     | 마일린다 켈멘디 코소보                                                       | 이리카 미란다 브라질                                                                                                 | 하시모토 유키 일본 |
| 라이트급 (-57kg)         | 하파엘라 시우바 브라질                                                       | 마티 멀로이 미국 | 울로라 베제티 슬로베니아 |
| 라이트급 (-57kg)         | 하파엘라 시우바 브라질                                                       | 마티 멀로이 미국 | 미리암 로퍼 독일 |
| 하프미들급 (-63kg)       | 야르덴 제르비 이스라엘                                                       | 클라리스 아그베녜누 프랑스                                                                                           | 제브리즈 에만 프랑스 |
| 하프미들급 (-63kg)       | 야르덴 제르비 이스라엘                                                       | 클라리스 아그베녜누 프랑스                                                                                           | 아니카 판 엠던 네덜란드 |
| 미들급 (-70kg)           | 유리 알베아르 콜롬비아                                                       | 라우라 바르가스 코흐 독일                                                                                            | 킴 폴링 네덜란드 |
| 미들급 (-70kg)           | 유리 알베아르 콜롬비아                                                       | 라우라 바르가스 코흐 독일                                                                                            | 김성연 대한민국 |
| 하프헤비급 (-78kg)       | 설경 조선민주주의인민공화국                                                  | 마르힌더 페르커르크 네덜란드                                                                                         | 마이라 아기아르 브라질 |
| 하프헤비급 (-78kg)       | 설경 조선민주주의인민공화국                                                  | 마르힌더 페르커르크 네덜란드                                                                                         | 오드리 최메오 프랑스 |
| 헤비급 (+78kg)           | 이달리스 오르티스 쿠바                                                       | 마리아 아우테망 브라질                                                                                               | 다치모토 메구미 일본 |
| 헤비급 (+78kg)           | 이달리스 오르티스 쿠바                                                       | 마리아 아우테망 브라질                                                                                               | 이정은 대한민국 |
| 단체전                   | 일본 하시모토 유키 야마모토 안즈 다치모토 하루카 다치모토 메구미 다나카 미키 | 브라질 이리카 미란다 하파엘라 시우바 카테리니 캄푸스 마리아 포르텔라 마이라 아기아르 마리아 아우테망 마리아나 시우바 | 쿠바 마리아 셀리아 라보르데 야네트 베르모이 마리세트 에스피노사 오닉스 코르테스 이달리스 오르티스 다야리스 메스트레르 아나일리스 도르비그니 |
| 단체전                   | 일본 하시모토 유키 야마모토 안즈 다치모토 하루카 다치모토 메구미 다나카 미키 | 브라질 이리카 미란다 하파엘라 시우바 카테리니 캄푸스 마리아 포르텔라 마이라 아기아르 마리아 아우테망 마리아나 시우바 | 프랑스 라에티티아 파예 오톤 파비아 엘렌 르스보 클라리스 아그베녜누 제브리즈 에만 뤼시 루에트 다야리스 메스트레 에밀리 앙데올                |